# Vasto mondo
Vasto mondo (Waterclap) è un racconto lungo di fantascienza dello scrittore Isaac Asimov. Fu pubblicata per la prima volta nel maggio 1970 su Galaxy e compare nella raccolta Antologia del bicentenario (The Bicentennial Man and Other Stories, 1976).
Il racconto era stato commissionato da una major cinematografica alla Doubleday, in modo che potesse servire da spunto per un film. Ad Asimov però non piacevano le idee per i personaggi e per la storyline che gli erano stati proposti, scrisse quindi un racconto senza seguire le direttive, che per questo motivo non venne accettato con suo grande sollievo. Successivamente il racconto venne pubblicato nel numero di maggio del 1970 della rivista Galaxy.

## Trama
Stephen Demerest è un selenita. È sceso sulla Terra da Luna City per una missione diplomatica che riguarda gli abitanti di Oceano Profondo, una colonia umana sottomarina sulla Fossa Portoricana. Demerest essendo nato e cresciuto sulla luna è più alto dei terrestri e non si trova a suo agio a quella gravità. Parte quindi con un batiscafo per il complesso sottomarino abitato da 50 persone.
Una volta trovatosi a parlare con John Bergen, capo della colonia, e sua moglie Annette, incinta di non pochi mesi, cerca di convincerli che il progetto spaziale era molto più importante di quello sottomarino, e che quindi questo secondo avrebbe dovuto chiudere per il bene del primo (più importante a suo dire per l'umanità), essendo i fondi del CPP (Consiglio del Progetto Planetario) limitati. Ma ovviamente Bergen non ha la minima intenzione di soddisfare le sue richieste, facendo in tal modo infuriare Demerest, che era arrivato fino in fondo al mare proprio con l'obbiettivo (inevitabile) di distruggere la colonia, alterando la posizione delle manopole della pressione, tenendo a bada chiunque lo avesse ostacolato, con una lancia termica portatile di sua fabbricazione.
Ma Annette a un certo punto, si fa avanti e comincia a raccontargli di come essa sia un membro del CPP, e di come il progetto sottomarino in realtà servisse come base per un altro progetto, ovvero il "Progetto Vasto Mondo", che tramite le esperienze fatte alle alte pressioni sott'acqua, si voleva in qualche modo replicare un ambiente il più simile possibile a quello di Giove in modo che un giorno magari, fosse stato possibile colonizzarlo.
A quel punto Demerest lascia la lama, in parte perché distruggere la colonia sarebbe stato controproducente, e in altra parte perché non era un assassino. Però in verità, Annette gli aveva raccontato solo un mucchio di frottole per salvare la situazione, ma essendo il marito John, segretamente un vero membro del CPP, approva la sua idea uscita in quell'attimo di terrore, e decide che verrà sottoposta al giudizio del consiglio.

## Contesto scientifico e culturale
Demerest parla di "terremoti lunari" come di un pericolo per Luna City, ma in realtà oggi si sa che la Luna è geologicamente morta, e che i suoi terremoti non sono mai troppo forti. Inoltre Giove non ha una superficie, dove i terrestri vorrebbero abitare, ma solo un nucleo ferroso di cui si discute ancora la reale esistenza.